# فانوس‌ماهی‌سانان
فانوس‌ماهی‌سانان (نام علمی: Myctophiformes) نام یک راسته از فرورده پیوسته‌استخوانان است.